# Ján Zápotoka
Ján Zápotoka, né le 23 mars 1988 à Bardejov, est un footballeur slovaque. Il occupe le poste de milieu de terrain et joue actuellement au FK Poprad.

## Biographie

### Peine à s'imposer au Lech Poznań
Joueur du MFK Dubnica depuis 2006, Ján Zápotoka signe le 13 août 2009 au Lech Poznań en Pologne, après avoir fait des essais avec l'équipe lors de sa préparation en Allemagne et joué un match amical contre l'Iraklis Thessalonique. Le club polonais dépense alors près de deux cent mille euros pour s'attacher ses services. Après avoir joué son premier match le 12 septembre contre le Jagiellonia Białystok, Zápotoka est cantonné à un rôle de doublure et joue la plupart de ses rencontres en rentrant en cours de jeu, à la place de Semir Štilić ou de Ivan Đurđević le plus souvent.
Toujours pas titulaire la saison suivante, il est prêté à son ancien club pour quelques mois, le 22 février 2011. Jouant douze matches en première division, l'expérience est concluante et reconduite à l'été pour six mois de plus. Malheureusement pour lui, des blessures l'empêchent de jouer, et à son retour en Pologne les dirigeants du Lech mettent un terme à son contrat.

## Palmarès
- Champion de Pologne : 2010
- Finaliste de la Supercoupe de Pologne : 2010